# Martin Lehocký
Martin Lehocký (* 17. Januar 1987) ist ein tschechischer Handballspieler.
Der 1,86 Meter große und 78 Kilogramm schwere linke Außenspieler steht bei Dukla Prag unter Vertrag. Mit Prag spielte er im EHF-Pokal (2007/2008, 2009/2010) und im Europapokal der Pokalsieger (2005/2006).
Martin Lehocký ist in der Auswahl der  tschechischen Nationalmannschaft. Sein erstes Spiel für die A-Nationalmannschaft bestritt er am 1. Juni 2007 gegen die slowenische Auswahl.